# Mトーナメント
Mトーナメント（エムトーナメント）は、競技麻雀のチーム対抗戦のナショナルプロリーグ・Mリーグのオフシーズンに行われる個人によるトーナメント戦。

## 概要
2022-23シーズン後のABEMAオリジナル対局企画として始まった一般社団法人Mリーグ機構主催の大会で、直前のシーズンにMリーグに所属したプロ雀士に加えて、Mリーグに参加する5団体（最高位戦日本プロ麻雀協会、日本プロ麻雀連盟、日本プロ麻雀協会、麻将連合、RMU）から推薦されたプロ雀士が参加してトーナメントが行われる。株式会社AbemaTV代表でMリーグチェアマンの藤田晋によれば「麻雀界にはMリーグに参加している選手以外にも強い選手がまだまだおり、そういった猛者たちを視聴者の方々に知ってもらいたい」との意図に加えて、藤田を含めた視聴者の「（シーズンオフの）Mリーグロス」に応えるものとして企画された。Mリーグのオフシーズン企画としては、2018-19シーズンに行われた『Mリーグ駅伝』以来。

## レギュレーション
直前のシーズンにMリーグに所属したMリーガー全選手とMリーグに参加する5団体から推薦されたプロ雀士が4名ずつの組に分かれて各組でMリーグルールによる半荘2試合を続けて行い、2試合の合計ポイント上位2名が次のラウンドに進出する。
ラウンドは予選1stステージ・予選2ndステージ・ファイナルステージ（ベスト16）・セミファイナル（準決勝）・ファイナル（決勝）の5回戦制で、直前のシーズンで優勝したチームの選手はシードとなる（2023年大会はファイナルステージから、2024年大会以降は予選2ndステージから出場）。
予選1stステージはMリーガーと団体推薦選手が必ず同卓し、かつ同じチームのMリーガー同士が対戦しないように組み合わせられるが、予選2ndステージ以降は勝ち上がり順位で自動的に次の卓が決まるため、同じチームのMリーガーが同卓したり、団体推薦選手のみの卓が生じうる。

## 歴代大会
| 年   | 決勝卓                    | 決勝卓                        | 決勝卓                        | 決勝卓                  | 参加雀士数 | 参加雀士数 | 参加雀士数 | 参加雀士数 | 参加雀士数 | 参加雀士数 | 参加雀士数 |
| 年   | 優勝                      | 2位                           | 3位                           | 4位                     |            | 総数       | 連盟       | 最高       | 協会       | RMU        | 麻将       |
| ---- | ------------------------- | ----------------------------- | ----------------------------- | ----------------------- | ---------- | ---------- | ---------- | ---------- | ---------- | ---------- | ---------- |
| 2023 | 渋川難波 （サクラナイツ） | 二階堂瑠美 （風林火山）       | 石立岳大 （連盟）             | 坂本大志 （最高位戦）   | 計         | 52         | 25         | 14         | 7          | 4          | 2          |
| 2023 | 渋川難波 （サクラナイツ） | 二階堂瑠美 （風林火山）       | 石立岳大 （連盟）             | 坂本大志 （最高位戦）   | M          | 32         | 16         | 9          | 4          | 2          | 1          |
| 2023 | 渋川難波 （サクラナイツ） | 二階堂瑠美 （風林火山）       | 石立岳大 （連盟）             | 坂本大志 （最高位戦）   | 推薦       | 20         | 9          | 5          | 3          | 2          | 1          |
| 2024 | 小林剛 （Pirates）        | 本田朋広 （雷電）             | 杉浦勘介 （連盟）             | 松ヶ瀬隆弥 （風林火山） | 計         | 60         | 30         | 15         | 8          | 5          | 2          |
| 2024 | 小林剛 （Pirates）        | 本田朋広 （雷電）             | 杉浦勘介 （連盟）             | 松ヶ瀬隆弥 （風林火山） | M          | 36         | 20         | 9          | 4          | 2          | 1          |
| 2024 | 小林剛 （Pirates）        | 本田朋広 （雷電）             | 杉浦勘介 （連盟）             | 松ヶ瀬隆弥 （風林火山） | 推薦       | 24         | 10         | 6          | 4          | 3          | 1          |
| 2025 | 堀慎吾 （サクラナイツ）   | 伊達朱里紗 （麻雀格闘倶楽部） | 佐々木寿人 （麻雀格闘倶楽部） | 小林剛 （Pirates）      | 計         | 60         | 28         | 16         | 9          | 5          | 2          |
| 2025 | 堀慎吾 （サクラナイツ）   | 伊達朱里紗 （麻雀格闘倶楽部） | 佐々木寿人 （麻雀格闘倶楽部） | 小林剛 （Pirates）      | M          | 36         | 18         | 10         | 5          | 2          | 1          |
| 2025 | 堀慎吾 （サクラナイツ）   | 伊達朱里紗 （麻雀格闘倶楽部） | 佐々木寿人 （麻雀格闘倶楽部） | 小林剛 （Pirates）      | 推薦       | 24         | 10         | 6          | 4          | 3          | 1          |

## 記録・データ
|                       | 選手       | 記録                  | 試合                           |
| --------------------- | ---------- | --------------------- | ------------------------------ |
| 1半荘最高スコア       | 仲林圭     | 154.0（134,000点）    | 2025年6月6日 1stD卓第2戦       |
| 第1戦最高スコア       | 本田朋広   | 100.0（80,000点）     | 2023年7月10日 2ndF卓第1戦      |
| 第2戦最高スコア       | 仲林圭     | 154.0（134,000点）    | 2025年6月6日 1stD卓第2戦       |
| 2戦合計最高スコア     | 仲林圭     | 227.8（73.8+154.0）   | 2025年6月6日 1stD卓            |
| 突破第1戦最低スコア   | 二階堂瑠美 | ▲69.8（第2戦：75.1）  | 2023年6月29日 1stL卓第1戦      |
| 突破第2戦最低スコア   | 本田朋広   | ▲86.5（第1戦：100.0） | 2023年7月10日 2ndF卓第2戦      |
| 突破2戦合計最低スコア | 金宮じゅん | ▲54.2（▲25.7+▲28.5）  | 2025年6月6日 1stD卓            |
| 敗退第1戦最高スコア   | 西川淳     | 67.8（第2戦：▲32.5）  | 2024年7月15日 ベスト16A卓第1戦 |
| 敗退第2戦最高スコア   | 本田朋広   | 70.8（第1戦：▲50.0）  | 2025年6月16日 1stJ卓第2戦      |
| 敗退2戦合計最高スコア | 西川淳     | 35.3（67.8+▲32.5）    | 2024年7月15日 ベスト16A卓第1戦 |

| 大会 | 1着            | 2着            | 3着           | 4着            |
| ---- | -------------- | -------------- | ------------- | -------------- |
| 2023 | 95.8%（23/24） | 37.5%（9/24）  | 33%（8/24）   | 33%（8/24）    |
| 2024 | 96.4%（27/28） | 53.6%（15/28） | 17.9%（5/28） | 32.1%（9/28）  |
| 2025 | 92.8%（26/28） | 57.1%（16/28） | 25.0%（7/28） | 25.0%（7/28）  |
| 通算 | 95.0%（76/80） | 50.0%（40/80） | 25%（20/80）  | 30.0%（24/80） |

## 役満
| 年   | ステージ | 卓  | 戦    | 日付      | 曜 | 局    | 役             | 東家     | 南家     | 西家     | 北家     | ref   |
| ---- | -------- | --- | ----- | --------- | -- | ----- | -------------- | -------- | -------- | -------- | -------- | ----- |
| 2023 | 予選2nd  | F卓 | 第2戦 | 2023/7/10 | 月 | 東3局 | 大三元         | 丸山奏子 | 園田賢   | 本田朋広 | 忍田幸夫 | [ 5 ] |
| 2024 | 予選2nd  | H卓 | 第1戦 | 2024/7/12 | 金 | 東2局 | 四暗刻         | 下石戟   | HIRO柴田 | 仲林圭   | 西川淳   | [ 6 ] |
| 2025 | 予選1st  | M卓 | 第2戦 | 2025/6/23 | 月 | 南1局 | 四暗刻（単騎） | 瑞原明奈 | 黒沢咲   | 桑田憲汰 | 堀慎吾   | [ 7 ] |

- 和了者   放銃者
- 各家の表記は、その局における家を示す